# Tipula (Vestiplex) exechostyla
Tipula (Vestiplex) exechostyla is een tweevleugelige uit de familie langpootmuggen (Tipulidae). De soort komt voor in het Oriëntaals gebied.